# They Only Come Out at Night
They Only Come Out at Night è il quarto album di Edgar Winter, pubblicato dalla Epic Records nel novembre del 1972 e prodotto da Rick Derringer.
Il disco contiene il più grande successo in termini commerciali di Winter, il brano Frankenstein che raggiunse il primo posto nella classifica pop dei singoli. Il successivo Free Ride si classificò al 14º posto delle singles pop chart, mentre l'album, di cui furono vendute oltre un milione di copie, toccò il numero tre delle classifiche degli album pop.

## Tracce
Lato A
1. Hangin' Around – 3:02 (Edgar Winter, Dan Hartman)
2. When It Comes – 3:16 (Edgar Winter, Dan Hartman)
3. Alta Mira – 3:08 (Edgar Winter, Dan Hartman)
4. Free Ride – 3:20 (Dan Hartman)
5. Undercover Man – 3:49 (Edgar Winter, Dan Hartman)

Lato B
1. Round & Round – 4:00 (Edgar Winter)
2. Rock 'N' Roll Boogie Woogie Blues – 3:25 (Edgar Winter, Barbara Winter, Ronnie Montrose)
3. Autumn – 3:00 (Dan Hartman)
4. We All Had a Real Good Time – 3:06 (Edgar Winter, Dan Hartman)
5. Frankenstein – 4:45 (Edgar Winter)

## Musicisti
- Edgar Winter - voce, pianoforte, synthesizer arp, organo, clavinet, sassofono, marimba, timbales
- Rick Derringer - slide guitar, steel guitar, basso, voce, claves
- Ronnie Montrose - chitarra, chitarra a dodici corde, mandolino
- Dan Hartman - voce, basso, chitarra, maracas, ukelele
- Randy Jo Hobbs - basso (brani A4 & B4)
- Chuck Ruff - batteria, congas, voce
- Johnny Badanajeke - batteria (brani A4 & B4)